# Pajsan
Pajsan (egyszerűsített kínai írással: 白山市, pinjin: Báishān) prefektúra szintű város Kínában, Csilin tartományban. Lakosainak száma 968 373 fő (2020).

## Népesség
| 2010 | 1 296 127 |
| 2020 | 968 373   |